# Juli Campeny i Tresserras
Juli Campeny i Tresserras   (Maçanet de la Selva, 8 de novembre de 1945) és un activista, conservador i divulgador de la cultura de Maçanet de la Selva.

## Biografia
L'any 1966 va ser un dels fundadors del club juvenil Can Batista, espai de trobada per al jovent maçanetenc. El 1977 va ser membre de la junta de la Societat Recreativa Unió Maçanetenca.
Va ser el primer afiliat al partit Convergència Democràtica de Catalunya a Maçanet, formació per a la qual es va presentar a les eleccions municipals de 1979, i va ser elegit regidor fins al 1983. Posteriorment, en altres tres convocatòries electorals, es va implicar activament en diverses candidatures independents, progressistes i sobiranistes.
Amb un gran interès per la cultura en general, i en la de Maçanet en particular, l'any 1981 va fundar, juntament amb un grup de maçanetencs, l'entitat Taller d'Història de Maçanet de la Selva, que va presidir fins al 2023. En aquest període, l'entitat va restaurar cinc elements històrics del municipi i va publicar setze llibres que documenten la història de Maçanet des del Neolític fins a l'Edat Contemporània.
L'any 2023 va inaugurar el seu museu particular d'eines d'oficis antics, que compta amb més de 2.700 peces.
L'any 2025, l'Ajuntament li atorgà la Medalla d'Or de la Vila «per la seva tasca de conservació, anàlisi, comunicació, publicació i restauració de la història, el patrimoni i la cultura del municipi de Maçanet de la Selva.»